# Gastronomia jueva
La gastronomia jueva és una col·lecció de les diferents tradicions culinàries del poble jueu a través de diferents parts del món. És una gastronomia diversa que ha evolucionat al llarg de molts segles seguint les normes dietètiques jueves (kashrut), les festivitats jueves i la tradició del sàbat. La gastronomia jueva ha rebut les influències de les tradicions dels gentils de les diferents parts del món i també ha influït sobre la d'ells.
Les ètnies jueves asquenazites sefardita, mizrahi (Nord d'Àfrica), Judeo-àrab (Libanesa, siriana i iraquiana), judeo-persa, judeo iemenita, judeo-índia i judeo-llatinoamericana han marcat característiques gastronòmiques distintives. També aquest és el cas d'alguns plats propis dels jueus d'Etiòpia i de l'Àsia central.
Des de la fundació de l'estat d'Israel, el 1948, hi ha hagut una gastronomia de fusió d'aquests estils culinaris mencionats més amunt i incorporant també influències del Mitjà Orient i de la cuina internacional.
Alguns components típics són el greix d'aus (Schmaltz) i el matzah o pa àzim de la Pasqua.

## Alguns plats típics de la gastronomia jueva
- Baba ghannouï, puré d'albergínia, també anomenat "caviar d'albergínia" (plat asquenazita i d'altres llocs)
- Bagel, panet (plat asquenazita i d'altres llocs amb població jueva)
- Bkaïla, plat d'origen sefardita
- Bouballe, postres de la Pasqua jueva
- Sders, pastís de boles de dàtils
- Pastrami, carn en salmorra
- Pilotes de peix
- Pastanagues amb pebre vermell
- Cuscús amb ingredients diversos
- Falafel, mandonguilles de cigró
- Shakshuka (en àrab شكشوكة; en hebreu: שקשוקה) és un plat preparat amb tomàquets guisats, espècies i ous.

### Plats simbòlics de la pasqua jueva de Seder
- Maror herbes amargants, rave rusticà o fulles d'enciam.
- Karpas normalment amb api, julivert, o enciam
- Z'roa, xai o ala de pollastre rostida
- Beitzah, ous bullits
- Charoset, una mescla de pomes, fruits secs, vi i canyella tradicional entre els asquenazis. Els sefardites incorporen dàtils i cítrics.
- Aigua amb sal
- Taronja (de recent introducció)

### Històrica
- Atrutel, J., Book of Jewish Cookery, London, 1874
- Boone, A., Jewish Manual of Cookery, 1826
- Greenbaum, Florence Kreisler, The International Jewish Cookbook, New York, Bloch Publishing, 1919
- Kander, Mrs. Simon (Lizzie Black Kander), The Settlement Cookbook, Milwaukee, The Settlement, 1901
- Kramer, Bertha M. ("Aunt Babette"), Aunt Babette's Cook Book Cincinnati, Bloch Publishing, 1889
- Montefiore, Lady Judith (attr), The Jewish Manual, London, 1846
- Aunt Sarah's Cookery Book for a Jewish Kitchen, Liverpool, 1872; 2d ed., 1889